# Elcy Lui
Elcy Alisha Lui (sinh ngày 19 tháng 6 năm 2002), còn được gọi là Elcy Naolavoa, là một cầu thủ bóng đá người Samoa thuộc Mỹ, người đóng vai trò là tiền đạo cho Vaiala Tongan.

## Sự nghiệp
Lui đã ra mắt quốc tế cho Samoa thuộc Mỹ vào ngày 24 tháng 8 năm 2018, bắt đầu từ trận đấu vòng loại OFC Women Nations Cup 2018 với Quần đảo Solomon.

## Thống kê sự nghiệp

### Quốc tế
Kể từ ngày 30 tháng 8 năm 2018
| American Samoa | American Samoa | American Samoa |
| Năm            | Số trận        | Bàn thắng      |
| -------------- | -------------- | -------------- |
| 2018           | 3              | 0              |
| Tổng           | 3              | 0              |